# Laurent-Maurice Berquet
Laurent-Maurice Berquet, francoski general, * 1881, † 1965.